# Gordon Schildenfeld
Gordon Schildenfeld (né le 18 mars 1985 à Šibenik) est un footballeur croate évoluant en défense centrale.

## Carrière en club

### Šibenik
Schildenfeld a commencé le football dans le club de sa ville, le HNK Šibenik. L'entraineur Stanko Mrsic le prend avec les pro à l'âge de 16 ans.

### Dinamo Zagreb
À la suite de ses bonnes performances avec le HNK Šibenik, les meilleurs clubs du pays (Dinamo Zagreb et Hajduk Split) s’intéressent à lui et son coéquipier Ante Rukavina. Le 2 janvier 2007, Schildenfeld rejoint le Dinamo Zagreb et Rukavina va à Split. La défenseur gagne rapidement sa place au sein du groupe titulaire et participe aux succès du club.
Durant la première partie de saison 2007-2008, il joue 5 matchs pour les éliminatoires de la Ligue des Champions et 5 autres en Coupe de l'UEFA avant que le club ne soit éliminé. Il s'avère particulièrement malchanceux lors d'une défaite contre le SK Brann en provoquant un pénalty et se faisant expulser. Il est licencié du club pour faute professionnelle.

### Besiktas
Il signe pour le club turc du Beşiktaş JK le 1er février 2008. Beşiktaş était en fait tout proche de faire signer Dino Drpić, autre défenseur du Dinamo Zagreb, mais ce transfert tombe à l'eau à cause du mauvais comportement du joueur.
Schildenfeld joue son premier match dans le championnat de Turquie le 9 février 2008.

### Duisbourg
En septembre 2008, Schildenfeld rejoint le MSV Duisbourg en D2 allemande dans le cadre d'un prêt d'une saison. Il joue seulement 5 fois dans la saison, à chaque fois en rentrant en jeu.

### Sturm Graz
En juillet 2008, il est prêté au SK Sturm Graz en première division autrichienne pour une saison. Il trouve une place de titulaire rapidement, jouant 34 matchs de championnat et marquant un but.

### Eintracht Francfort
Il signe en deuxième division allemande, à l'Eintracht Francfort le 7 juillet 2011. Il joue 33 matchs comme titulaire et participe à la promotion de son club en Bundesliga.

### Dynamo Moscou
Schildenfeld rejoint le Dynamo Moscou le 11 juillet 2012 en première division russe.Il joue 10 matchs.

### PAOK Salonique
Il est prêté le 10 janvier 2013 en première division grecque au PAOK Salonique pour 6 mois où il joue 19 matchs et marque 1 but.

### Panathinaïkos
Il est prêtè le 2 août 2013 toujours en première division grecque pour une durée de 2 ans où il joue 73 matchs et marque 3 buts pour le Panathinaïkós.

### Dinamo Zagreb
Le 6 juillet 2015, il signe au Dinamo Zagreb où il jouera 43 matchs pour ce club.

### Anorthosis Famagouste
Le 6 juillet 2017, il s'engage avec le club chypriote du Anorthosis Famagouste FC où il a joué jusqu'à présent 38 matchs et marqué 4 buts.

## Palmarès
- Championnat de Croatie : 2008 et 2016
- Coupe de Croatie : 2016